# Alfredo Hawit
Alfredo Hawit Banegas (El Progreso, Honduras, 8 de octubre de 1951) es un abogado y exfutbolista hondureño de origen palestino. Fue presidente de la Federación Nacional Autónoma de Fútbol de Honduras y  Vicepresidente de la FIFA.

## Biografía
Tuvo una corta carrera como futbolista profesional. Estudió la carrera de Derecho en la Universidad Nacional Autónoma de Honduras y por muchos años fue catedrático universitario de la carrera de periodismo y derecho. Sostuvo el cargo de secretario de la Federación Nacional Autónoma de Fútbol de Honduras, FENAFUTH y presidente interino de la Concacaf desde el 4 de junio de 2011 hasta el 22 de mayo de 2012. Fue miembro del Comité Disciplinario de la FIFA y Vicepresidente de la Concacaf por el área de Centroamérica. Además formó parte del grupo de Comités en Asuntos Públicos de la Concacaf. Hawit tomó las riendas de la Concacaf luego de que se diera una suspensión al presidente interino Lisle Austin por parte del Comité Ejecutivo al intentar destituir en reiteradas ocasiones a Chuck Blazer. Fue designado el 27 de mayo de 2015 nuevamente como presidente interino a raíz del Caso de corrupción en la FIFA.